# 2211 Хануман
2211 Хануман (енгл. 2211 Hanuman) је астероид главног астероидног појаса са средњом удаљеношћу од Сунца која износи 3,183 астрономских јединица (АЈ).
Апсолутна магнитуда астероида је 12,8.